# Limnesiidae
Limnesiidae (лат.) — семейство тромбидиформных водяных клещей из надсемейства Hygrobatoidea (Parasitengona, Prostigmata). Более 220 видов.

## Описание
Микроскопического размера клещи (около 1 мм и менее). Идиосома мягкая (с пластинами или без них) до полных дорсальных и вентральных щитков. P2 с вентральной щетинкой (волосовидной или колышковидной), сидячей или на выступе, соответствующая щетинка может быть очень короткой, иногда трудно различимой (отсутствует у очень немногих, редких видов); ацетабулы Ac на подвижных генитальных лопастях (все самки, самцы многих родов) или неподвижных пластинах.
Коготки обычно отсутствуют на четвертой паре ног. Гнатосома имаго с нехелатными пальпами; голени длиннее genua. Хелицеры 2-сегментные.
Limnesiidae — большое и гетерогенное космополитическое семейство водяных клещей, обитающих в ручьях, прудах и озерах по всему миру. Границы семейства и входящих в него подсемейств четко не определены, и будущие исследования, вероятно, покажут, что оно не является монофилетическим.
Встречаются в самых разных условиях обитания по всему миру (известны из ручьев, прудов и озер). Там, где они известны, личинки являются паразитами комаров Chironomidae и мокрецов Ceratopogonidae.

## Систематика
Включает около 30 родов и более 220 видов. Семейство было впервые выделено в 1900 году норвежским акарологом Sigvart Thorkelsen (Sig Thor; 1856—1937). Границы семейства и входящих в него подсемейств четко не определены, и будущие исследования, вероятно, покажут, что оно не является монофилетическим.
Выделяют более 10 подсемейств: Epallagopodinae Viets, 1953, Kawamuracarinae, Limnesiinae, Mixolimnesiinae Cook, 1988, Neomamersinae Lundblad, 1953, Neotorrenticolinae Lundblad, 1936, Nicalimnesiinae Cook, 1967, Protolimnesiinae Viets, 1940, Psammolimnesiinae Cook, 1974, Raptorhydracarinae Pešić & Gerecke, 2014, Stygolimnesiinae Imamura, 1979, Tyrrelliinae Koenike, 1910.
Некоторые авторы включают Limnesiidae в надсемейство Lebertioidea.
- Acantholimnesia Viets, 1954
- Arizonacarus Smith & Cook, 1994
- Centrolimnesia Lundblad, 1935
- Crenolimnesia Lundblad, 1938
- Epallagopus Viets, 1953
- Fijilimnesia Smit, 2003
- Kawamuracarus Uchida, 1937
- Limnesia C.L.Koch, 1836 — около 100
- Limnesides Lundblad, 1936
- Meramecia Cook, 1963
- Mixdea Orghidan & Gruia, 1980
- Mixolimnesia Cook, 1988
- Neomamersa Lundblad, 1954
- Neotorrenticola Lundblad, 1936
- Neotyrrellia Lundblad, 1938
- Nicalimnesia Cook, 1967
- Orientilimnesia Yi & Jin, 2009
- Paddelia Panesar, 2004
- Paralimnesia Lundblad, 1938
- Physolimnesia Halik, 1940
- Protolimnesia Lundblad, 1927
- Psammolimnesia Cook, 1974
- Pterolimnesia Viets, 1942
- Raptorhydracarus Pešic & Gerecke, 2014
- Rheolimnesia Lundblad, 1954
- Shivatonia Panesar, 2004
- Siboneyacarus Orghidan, Gruia, Georgesco & Vina Bayes, 1977
- Stygolimnesia Imamura, 1979
- Timmsilimnesia Viets, 1984
- Tubophora Walter, 1935
- Tubophorella K.O.Viets, 1978
- Tyrrellia Koenike, 1895
- Xenolimnesia Smit, 1994

## Распространение
Встречаются повсеместно.